# Come mi vuoi (film)
Come mi vuoi è un film del 1996 diretto da Carmine Amoroso, il primo da regista nella sua carriera. Il film è costato circa 4 miliardi di lire.

## Trama
Una notte il poliziotto Pasquale salva una ragazza trans da una rovinosa caduta dalla Rupe Tarpea a Roma; il nome della ragazza è Desideria ed esercita il mestiere più antico del mondo. Pasquale e Desideria si conoscevano già da bambini (Desideria era segretamente innamorata di Pasquale), e dopo tanto tempo iniziano di nuovo a frequentarsi.
Pasquale,tornato nel suo paese in Abruzzo, è in procinto di sposarsi con Nellina, ma a poco a poco si scopre innamorato di Desideria. Come risolvere questa difficile situazione?

## Produzione
Esordio alla regia di Carmine Amoroso, dopo aver steso nel 1992 il soggetto di Parenti serpenti per la regia di Monicelli, il film è stato girato e ambientato in parte a Roma (Villa Borghese) e a Lanciano, di cui è riconoscibile il quartiere Civitanova del centro storico, dove vive il protagonista, insieme allo sfondo della chiesa medievale di Santa Maria Maggiore. Sono riconoscibili anche lo stadio comunale del quartiere Cappuccini e il paese di Fossacesia, con l'abbazia di San Giovanni in Venere (dove si ambienta la parte finale del film) sul promontorio affacciato sulla costa dei trabocchi.

## Distribuzione
Il film è stato distribuito in Italia e all'estero, per esempio in Francia da Canal+ col titolo Embrasse moi, Pasqualino! e in versione restaurata, rispetto a quella italiana.

## Curiosità
- Tra gli interpreti anche Vladimir Luxuria, nella parte di una "collega" di Desideria. In una scena, Luxuria interpreta una canzone di Paolo Conte.